# Barcelona-El Prats flygplats
Barcelona-El Prats flygplats, även känd som El Prat (officiellt namn sedan 2019: katalanska Aeroport de Josep Taradellas Barcelona-El Prat, kastilianska Aeropuerto de Josep Tarradellas Barcelona-El Prat; BCN eller LEBL), är Barcelonas internationella flygplats. El Prat ligger cirka 12 km sydväst om Barcelonas centrum vid staden El Prat de Llobregat. Flygplatsen är Spaniens näst mest trafikerade med 55 miljoner passagerare (2024).
El Prat fungerar som huvudnav för flygbolaget Vueling Airlines, och flygplatsen används även som nav av Ryanair och Air Europa. Inför Olympiska sommarspelen 1992 fördubblades flygplatsens kapacitet från 10 miljoner passagerare till 20 miljoner och senare 25 miljoner årspassagerare. Efter att kraftig passagerartillväxt återigen gjort flygplatsen underdimensionerad byggdes en ny terminalbyggnad, vilket vid invigningen i juni 2009 fördubblade flygplatsens kapacitet till 55 miljoner årsresenärer.
Mellan Barcelona och Madrid går "luftbron", vilken under 2006 var den mest trafikerade inrikeslinjen i världen räknat på antal avgångar per vecka. Linjen trafikerades av 4 747 802 passagerare år 2006. En ny höghastighetsjärnväg mellan Madrid och Barcelona har dock resulterat i en halvering av antalet resenärer på sträckan, men Barcelona flygplats har varje år sedan 2011 slagit rekord i antal passagerare per år. Det är särskilt turister på utrikesflyg, inte minst på nyare lågprisbolag, som ökar i antal.

## Historia
Det första flygfältet började anläggas vid våtmarken el Remolar år 1913. Två år senare bildades Kataloniens flygsällskap. 1916 invigdes det nya flygfältet under namnet La Volatería efter bondgården med samma namn på vars mark flygfältet upprättats. Flygfältet flyttades dock redan efter två år närmare staden El Prat de Llobregat efter vilken den senare namngavs. 1920 öppnade den första reguljära flygförbindelsen med Mallorca, till huvudstaden Madrid öppnade en linje först 1927. Efter att Kataloniens Flygsällskap flyttat sin verksamhet till Sabadell samt att flygflottiljen flyttats till Zaragoza påbörjades en ombyggnad och anpassning av flygplatsen för att kunna ta emot de nya större flygplanen. En ny start-landningsbana (dagens 07L-25R) invigdes 1948, samma år startade Pan American World Airways den första interkontinentala flyglinjen till New York med en Lockheed Constellation.
Flygplatsen som officiellt hette Aeroport Transoceànic de Barcelona genomgick flera om och tillbyggnader fram till året 1968 då den nya terminalbyggnaden (dagens terminal B) färdigställts. 1970 öppnade Pan American World Airways den nya rutten New York-Lissabon-Barcelona med Boeing 747. Samma år startades luftbron Barcelona-Madrid som senare fick en egen terminalbyggnad. För att klara av de förväntade trafikvolymerna under Sommarolympiaden 1992 konstruerades en ny terminalbyggnad ritad av arkitekten Ricardo Bofill.
Efter några år av mycket kraftig passagerartillväxt inleddes den tredje stora utbyggnaden i flygplatsens historia. Ett nytt trafikledningstorn invigdes 1995 vartefter en ny start-landningsbana (07R-25L) anlades. En ny terminalbyggnad ritad av Ricardo Bofill togs i bruk år 2009.

## Kommunikationer

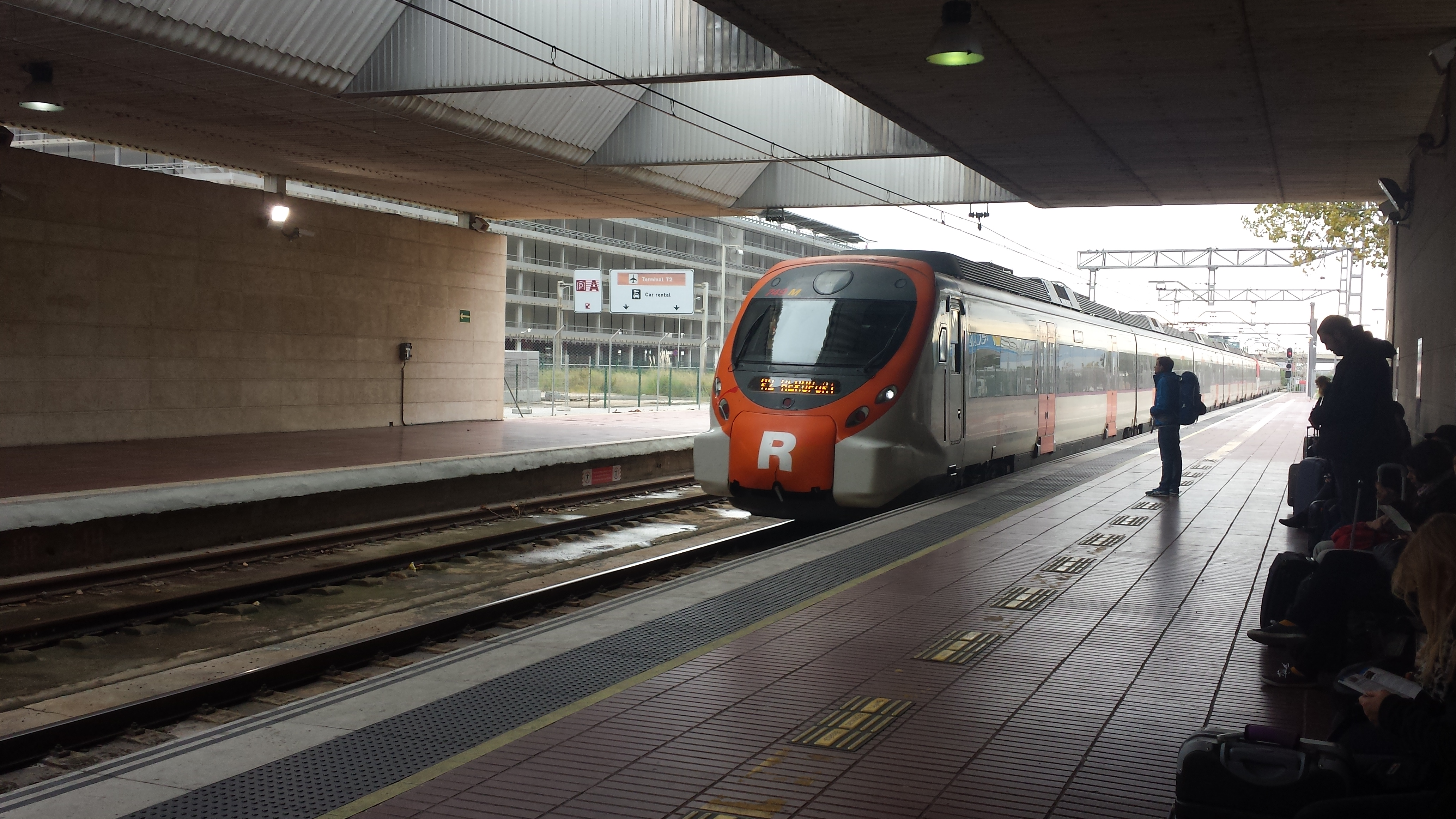
Airport T2, pendeltåg
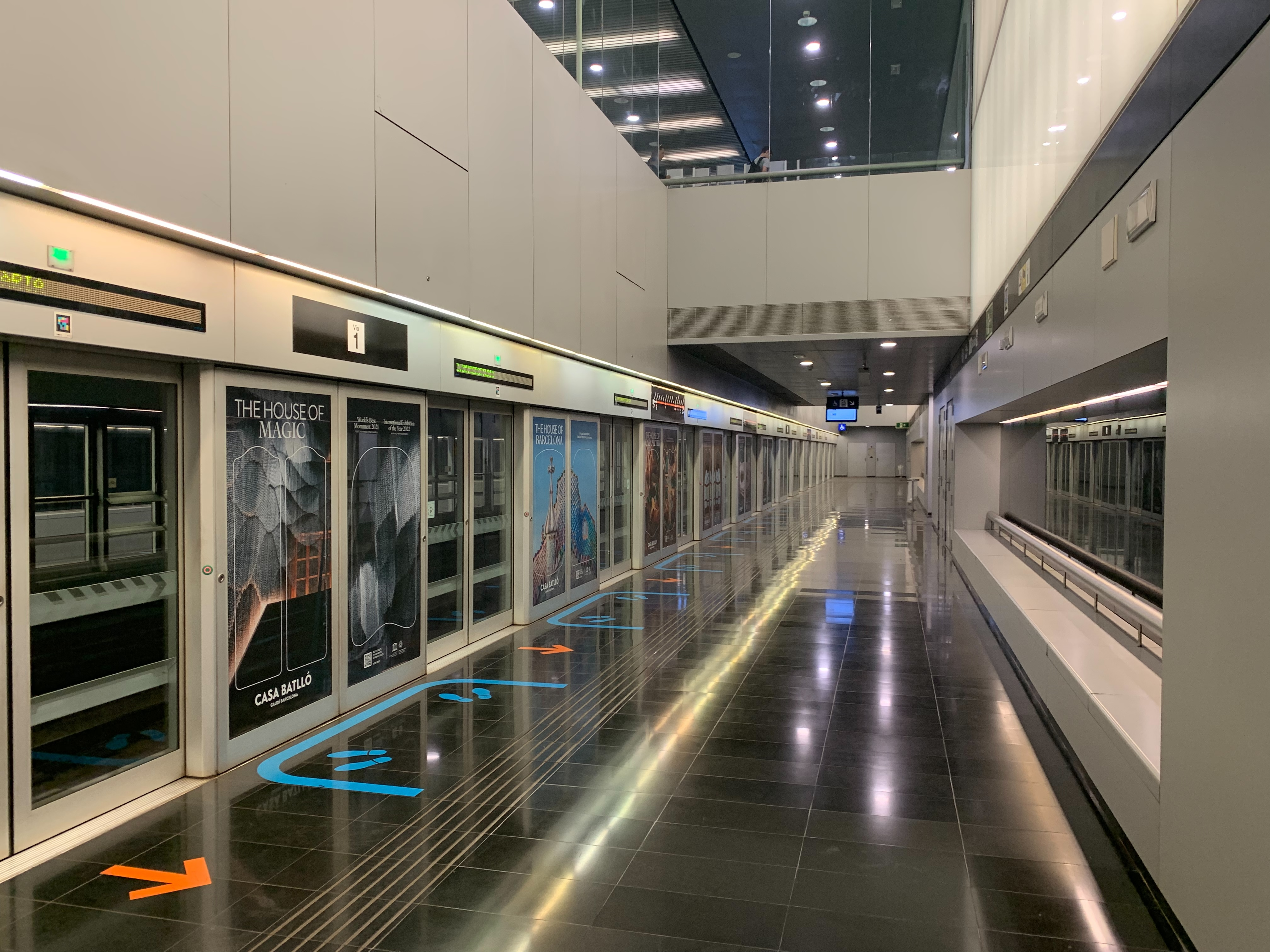
Airport T2, metro
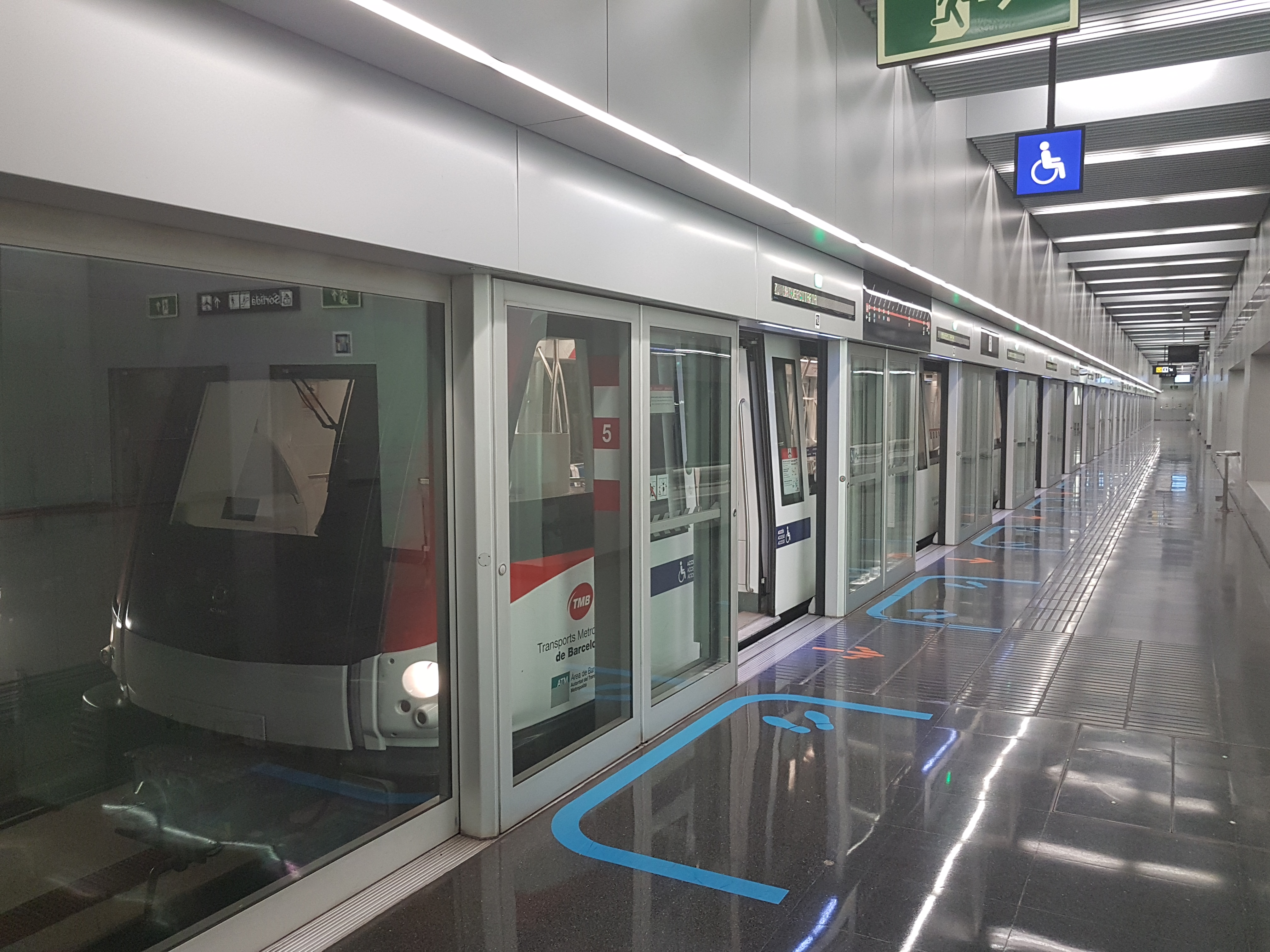
Airport T1, metro

### Pendeltåg & Metro
Mellan flygplatsen och Passeig de Gràcia station i hjärtat av Barcelona går pendeltågslinje R2 Nord som tar 25 minuter. Flygplatsstationen ligger utanför terminal 2B och är ansluten till terminalbyggnaden via en gångbro, med skyttelbuss för resenärer till/från terminal 1. Pendeltåget är det tveklöst billigaste alternativet att ta sig in till centrala Barcelona, och om man köper ett T10 som berättigar till 10 resor kostar resan in till Barcelona ca 1 euro. Barcelonas tunnelbana trafikerar även från båda terminalerna in till Barcelona.

### Flygbussar
Mellan flygplatsen och Plaça Catalunya går de blå flygbussarna (Aerobús) med 10 minuters mellanrum, de är märkta A1 och A2 och stannar utanför båda terminalerna. Med flygbussarna tar man sig till centrala Barcelona (Plaça Catalunya) på 30-40 minuter beroende på trafik.

### Bil-Taxi
Från terminal 2 går motorväg C-32B vilken ansluter till C-31 mot Plaça Espanya samt B-10 även kallad ronda litoral (Barcelonas ringled via hamnen.) Ifall man inte svänger av vid C-31 fortsätter motorvägen till B-20 som är Barcelonas ringled via bergssidan. Från terminal 1 går motorväg B-22 vilken ansluter till C-31. Avståndet in till centrala Barcelona är 11-12 km. Med Taxi kostar det 20-25 euro och tar i regel en kvart.

### TMB
Barcelonas lokaltrafikoperatör TMB trafikerar busslinje 46 som avgår var 20:e minut mellan flygplatsen och Plaça Espanya. Därtill finns även lokaltrafiklinjerna PR1 till El Prat de Llobregat, L77 till Sant Boi och L99 till Castelldefels. Nattetid trafikeras flygplatsen av nattbusslinje 17 som avgår var 20:e minut med destination Plaça Catalunya.

### Bussar
Från flygplatsen finns det reguljära busslinjer till bland annat Andorra, Tarragona, Girona och Lleida.

## Terminaler

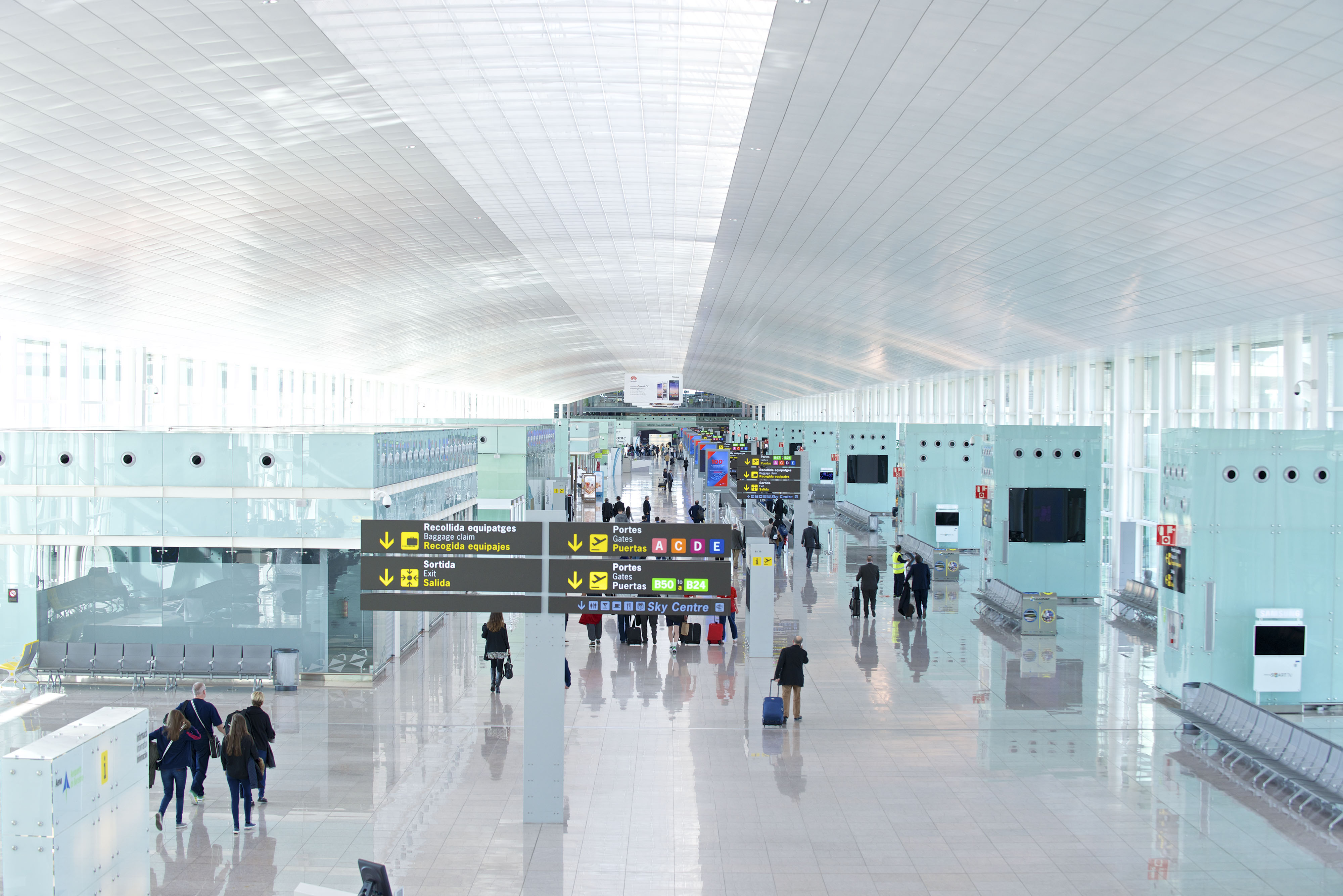
Terminal 1 (invigd 2009)
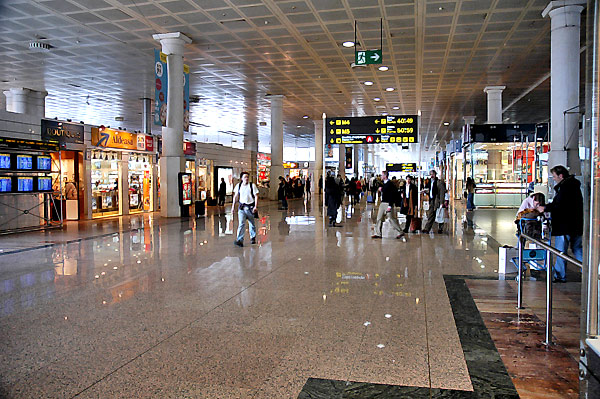
Interiör Terminal 2
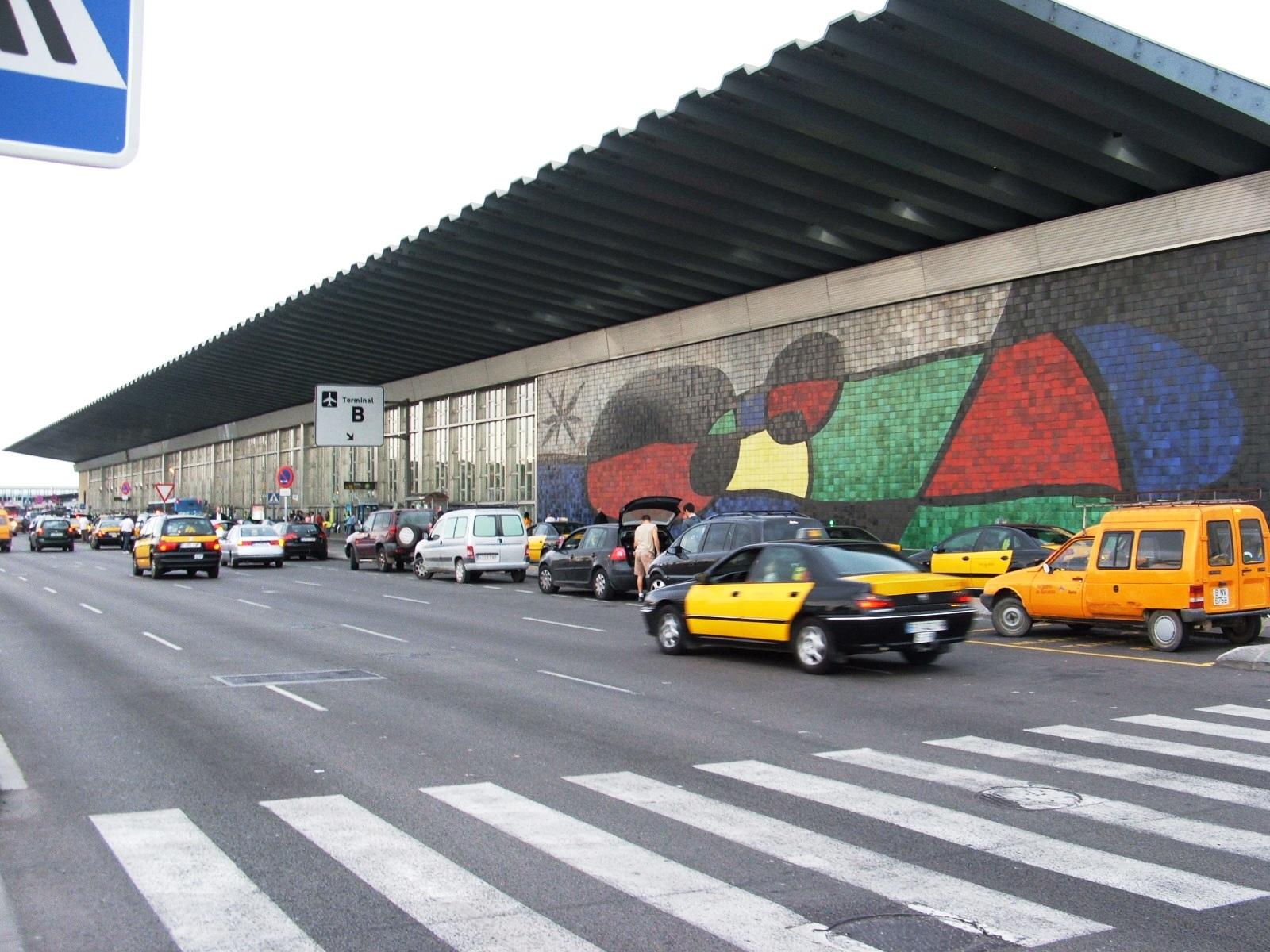
Exteriör Terminal 2B (invigd 1968)

El Prat har två terminaler, Terminal 1 som används av One World, Star Alliance och Sky Team medan Terminal 2 används av lågprisbolag och charterbolag.
- Terminal 1 (öppnad 2009) One World, Star Alliance och Sky Team
- Terminal 2 - 2A (öppnad 1992), 2B (öppnad 1968), 2C (öppnad 1992) Lågprisbolag och Charterbolag

Mellan terminal 1 och 2 finns gratisbussar, vid terminal 2 flygplatsens järnvägsstation.

## Trafikutveckling
| År   | Nr.Pax     | %    | År   | Nr.Pax     | %    |
| ---- | ---------- | ---- | ---- | ---------- | ---- |
| 1963 | 1 000      | -    | 2001 | 20 745 536 | 4,7  |
| 1977 | 5 000      | -    | 2002 | 21 348 211 | 2,9  |
| 1990 | 9 205 000  | -    | 2003 | 22 752 667 | 6,6  |
| 1991 | 9 145 000  | -0,7 | 2004 | 24 558 138 | 7,9  |
| 1992 | 10 196 000 | 11,5 | 2005 | 27 152 745 | 10,6 |
| 1993 | 9 999 000  | -2,0 | 2006 | 30 008 152 | 10,5 |
| 1994 | 10 647 285 | 6,5  | 2007 | 32 800 570 | 9,3  |
| 1995 | 11 727 814 | 10,1 | 2008 | 30 208 134 | -8,2 |
| 1996 | 13 434 679 | 14,6 | 2009 | 27 311 765 | -9,8 |
| 1997 | 15 065 724 | 12,1 | 2010 | 29 209 595 | 6 5  |
| 1998 | 16 194 805 | 7,3  | 2011 | 34,398,226 | 17 8 |
| 1999 | 17 421 938 | 7,6  | 2012 | 35,144,503 | 2    |
| 2000 | 19 809 567 | 13,8 | 2013 | 35,210,735 | 0 2  |

| År   | Flygplatsrörelser | %     |
| ---- | ----------------- | ----- |
| 1999 | 233 609           | -     |
| 2000 | 255 913           | 9,5   |
| 2001 | 273 119           | 6,3   |
| 2002 | 271 023           | -0,8  |
| 2003 | 282 021           | 4,1   |
| 2004 | 291 369           | 3,3   |
| 2005 | 307 798           | 5,6   |
| 2006 | 327 636           | 6,4   |
| 2007 | 352 489           | 7,6   |
| 2008 | 321 491           | -8,8  |
| 2009 | 278 965           | -13,3 |
| 2010 | 277 832           | -0,4  |
| 2011 | 303 054           | 9,1   |
| 2012 | 290 004           | -4,3  |
| 2013 | 276,496           | -0,4  |

| År   | Tm.     | %     |
| ---- | ------- | ----- |
| 1999 | 86 217  | -     |
| 2000 | 88 269  | 2,4   |
| 2001 | 81 882  | -7,8  |
| 2002 | 75 905  | -7,3  |
| 2003 | 70 118  | -7,6  |
| 2004 | 84 985  | 21,2  |
| 2005 | 90 446  | 6,4   |
| 2006 | 93 404  | 3,3   |
| 2007 | 96 769  | 3,6   |
| 2008 | 104 329 | 7,7   |
| 2009 | 89 813  | -13,6 |
| 2010 | 104 279 | 16,1  |
| 2011 | 96 572  | -7,4  |
| 2012 | 96 520  | -0,1  |
| 2013 | 100 297 | 3,9   |

## Destinationer och flygbolag
Barcelonas internationella flygplats trafikeras enligt AENA reguljärt av ett hundratal flygbolag till omkring 200 destinationer, antalet flygbolag och destinationer varierar beroende på årstid.

### De vanligaste destinationerna mätt i passagerarantal 2016
| 1. London 2 987 579 2. Paris 2 482 745 3. Madrid 2 329 918 4. Palma de Mallorca 1 773 997 5. Rom 1 319 525 6. Amsterdam 1 308 210 7. Milano 1 131 480 8. Ibiza 1 020 383 9. Frankfurt 1 017 268 10. Bryssel 893 860 11. Sevilla 882 207 12. München 775 708 13. Menorca 720 492 14. Berlin 703.663 15. Lissabon 695 894 | 16. Moskva 688 978 17. Zürich 646 459 18. Genève 639 648 19. Teneriffa 607 483 20. Malaga 594 362 21. Istanbul 578 156 22. Bilbao 575 826 23. Dublin 560.164 24. Dubai 532 547 25. Köpenhamn 455 898 26. New York 452 807 27. Manchester 450.268 28. Wien 427 184 29. Gran Canaria 409.528 30. Santiago de Compostela 407.792 |

Källa: Estadísticas de tráfico aéreo - Spanska luftfatsmyndihetens trafikdatabas

### Flygbolag och destinationer
| Flygbolag                                                      | Destination | Terminal |
| -------------------------------------------------------------- | --- | -------- |
| Adria Airways                                                  | Ljubljana [Säsong] | 1        |
| Aegean Airlines                                                | Aten | 1        |
| Aer Lingus                                                     | Belfast-International, Cork, Dublin | 2B       |
| Aeroflot                                                       | Sjeremetevo | 1        |
| Aerolineas Argentinas                                          | Buenos Aires-Ezeiza | 1        |
| Aeroméxico                                                     | Mexico City | 1        |
| Air Algérie                                                    | Alger, Oran | 1        |
| Air Arabia Maroc                                               | Casablanca | 2A       |
| airBaltic                                                      | Riga | 1        |
| Air Canada                                                     | Montréal-Trudeau [Säsong], Toronto-Pearson [Säsong] | 1        |
| Air Europa                                                     | Aten, Eivissa, Fuerteventura [Säsong], Gran Canaria, Lanzarote, La Palma [Säsong], Madrid, Menorca, Palma de Mallorca, Sevilla, Teneriffa-nord, Teneriffa-syd, Tunis | 1        |
| Air France                                                     | Paris-Charles de Gaulle | 1        |
| Air France flygs av Brit Air                                   | Lyon, Paris-Orly | 1        |
| Air France flygs av Régional                                   | Ajaccio, Bordeaux, Nantes | 1        |
| Air Transat                                                    | Montréal, Toronto-Pearson, Vancouver [Säsong] | 2B       |
| Alitalia                                                       | Alghero, Milano-Linate, Rom-Fiuminico | 1        |
| American Airlines                                              | New York-JFK | 1        |
| Andalus Linias Aereas                                          | Nador | 2B       |
| Arkia Israel Airlines                                          | Tel Aviv | 1        |
| Atlas Blue                                                     | Marrakech, Tanger | 1        |
| Austrian Airlines                                              | Wien | 1        |
| Austrian Airlines flygs av Austrian Arrows                     | Wien | 1        |
| Avianca                                                        | Bogotá | 1        |
| Blue Air                                                       | Bukarest-Bǎneasa | 2B       |
| bmibaby                                                        | East Midlands [Säsong] | 2B       |
| British Airways                                                | London-Heathrow | 1        |
| British Airways flygs av BA CityFlyer                          | London-City [Säsong] | 1        |
| Brussels Airlines                                              | Bryssel | 1        |
| Bulgaria Air                                                   | Sofia | 2A       |
| Cimber Sterling                                                | Köpenhamn | 2B       |
| City Airline                                                   | Göteborg-Landvetter |          |
| Croatia Airlines                                               | Zagreb [Säsong] | 1        |
| Czech Airlines                                                 | Prag | 1        |
| Delta Air Lines                                                | Atlanta, New York-JFK | 1        |
| easyJet                                                        | Amsterdam, Belfast, Berlin-Schönefeld, Bristol, Doncaster Sheffield, Dortmund, Lissabon, Liverpool, Gatwick, Luton, London-Stansted, Lyon, Milano-Malpensa, Newcastle, Paris-Charles de Gaulle | 2C       |
| easyJet flygs av easyJet Switzerland                           | Basel-Mulhouse, Genève | 2C       |
| Egyptair                                                       | Kairo, Luxor | 1        |
| El Al                                                          | Tel Aviv | 1        |
| Estonian Air                                                   | Tallinn [Säsong] | 1        |
| Finnair                                                        | Helsingfors | 1        |
| Germanwings                                                    | Köln-Bonn, Hannover, Stuttgart | 2A       |
| Iberia                                                         | Madrid | 1        |
| Iberia flygs av Air Nostrum                                    | Albacete, Almeria, Badajoz, Bologna, Burgos, Korfu [Säsong], León, Marseille, Melilla, Murcia, Nantes, Nice, Olbia-Smaragdkusten [Säsong], Pamplona, Salamanca, San Sebastián, Santander, Tanger [Säsong], Toulose, Torino, Valencia, Valladolid | 1        |
| Iceland Express                                                | Reykjavik-Keflavik [Säsong] | 2A       |
| Icelandair                                                     | Reykjavik-Keflavik [Säsong] | 2A       |
| Jet2.com                                                       | Leeds-Bradford | 2A       |
| Jet4you                                                        | Casablanca, Nador, Tanger | 2A       |
| KLM                                                            | Amsterdam | 1        |
| LOT Polish Airlines                                            | Warszawa | 1        |
| Lufthansa                                                      | Düsseldorf, Frankfurt, Milano-Malpensa, München | 1        |
| Lufthansa Regional flygs av Lufthansa CityLine                 | Düsseldorf | 1        |
| Luxair                                                         | Luxemburg | 2B       |
| Meridiana                                                      | Florens | 2B       |
| Niki Airlines                                                  | Wien | 2A       |
| Norwegian Air Shuttle                                          | Bergen, Göteborg-Landvetter, Köpenhamn, Oslo-Gardermoen, Stockholm Arlanda | 2A       |
| Pakistan International Airlines                                | Chicago-O'Hare, Islamabad, Karachi, Lahore | 2A       |
| Qatar Airways                                                  | Doha | 1        |
| Rossiya                                                        | Sankt Petersburg [Säsong] | 2B       |
| Royal Air Maroc                                                | Casablanca, Marrakech, Tanger | 1        |
| Royal Jordanian                                                | Amman | 1        |
| Ryanair                                                        | Bryssel-Charleroi, Cagliari, Dublin, Edinburgh, Fuerteventura, Eivissa, Lanzarote, Las Palmas de Gran Canaria, Leeds Bradford, Málaga, Milano, Bergamo-Orio al Serio, Oslo-Rygge, Palma de Mallorca, Beauvais Tillé, Porto, Rom-Ciampino, Santander, Santiago de Compostela, Sevilla, Teneriffa-Syd, Valencia, Venedig-Treviso, Düsseldorf-Weeze, Stockholm Skavsta | 2B       |
| Scandinavian Airlines                                          | Stockholm Arlanda, Köpenhamn-Kastrup, Oslo-Gardermoen | 1        |
| Singapore Airlines                                             | Singapore Changi Airport | 1        |
| Sky Work Airlines                                              | Bern | 2        |
| Smart Wings                                                    | Prag [Säsong] | 2A       |
| Sun d'Or International Airlines                                | Ben Gurion | 1        |
| Swiss International Air Lines                                  | Genève, Zürich | 1        |
| Swiss International Air Lines flygs av Swiss European Airlines | Basel-Mulhouse | 1        |
| TAP Air Portugal                                               | Funchal, Lissabon | 1        |
| TAP Air Portugal flygs av Portugalia                           | Lissabon, Porto | 1        |
| TAROM                                                          | Bukarest-Otopeni | 1        |
| transavia.com                                                  | Amsterdam-Schiphols flygplats, Köpenhamn, Rotterdam | 2A       |
| Tunisair                                                       | Tunis | 1        |
| Turkish Airlines                                               | Istanbul Atatürk | 1        |
| Ukraine International Airlines                                 | Kiev-Boryspil, Lviv [Säsong] | 1        |
| Vueling Airlines                                               | Alicante, Amman, Amsterdam, Asturien, Aten, Bilbao, Bryssel, Bukarest-Otopeni, Budapest, Dubrovnik [Säsong], Edinburgh, Eivissa, Gran Canaria, Granada, Istanbul-Sabiha Gökçen, Jerez de la Frontera, La Coruña, Lissabon, Ljubljana, Madrid-Barajas, Malaga, Malta [Säsong], Marrakech, Menorca, Milano-Malpensa, Moskva-Domodedovo [Säsong], Neapel, Palermo, Palma de Mallorca, Paris-Orly, Pisa, Prag, Rom-Fiumicino, Santiago de Compostela, Sevilla, Sankt Petersburg [Säsong], Stockholm-Arlanda, Teneriffa-Nord, Teneriffa-Syd, Venedig, Verona, Wien, Vigo \|\| 1 |          |
| Wind Jet                                                       | Catania [Säsong], Palermo [Säsong] | 2B       |
| Wizz Air                                                       | Bukarest-Băneasa, Budapest, Cluj-Napoca, Gdańsk, Katowice, Prag, Sofia, Timișoara, Warszawa | 2A       |